# W.B. Yeats (traghetto)
Il W.B. Yeats è un traghetto appartenente alla compagnia di navigazione irlandese Irish Ferries.

## Servizio
Varato e battezzato il 19 gennaio 2018 nel cantiere navale Flensburger Shiffbau-Gesellschaft di Flensburgo con il nome di W.B. Yeats dalla madrina Ricki Rothwell e consegnato il 12 dicembre successivo alla Irish Ferries, prende servizio il 22 gennaio 2019 nei collegamenti tra Dublino e Holyhead. Al primo arrivo a Holyhead, entra in collisione con la banchina, tuttavia non riportando danni significativi.

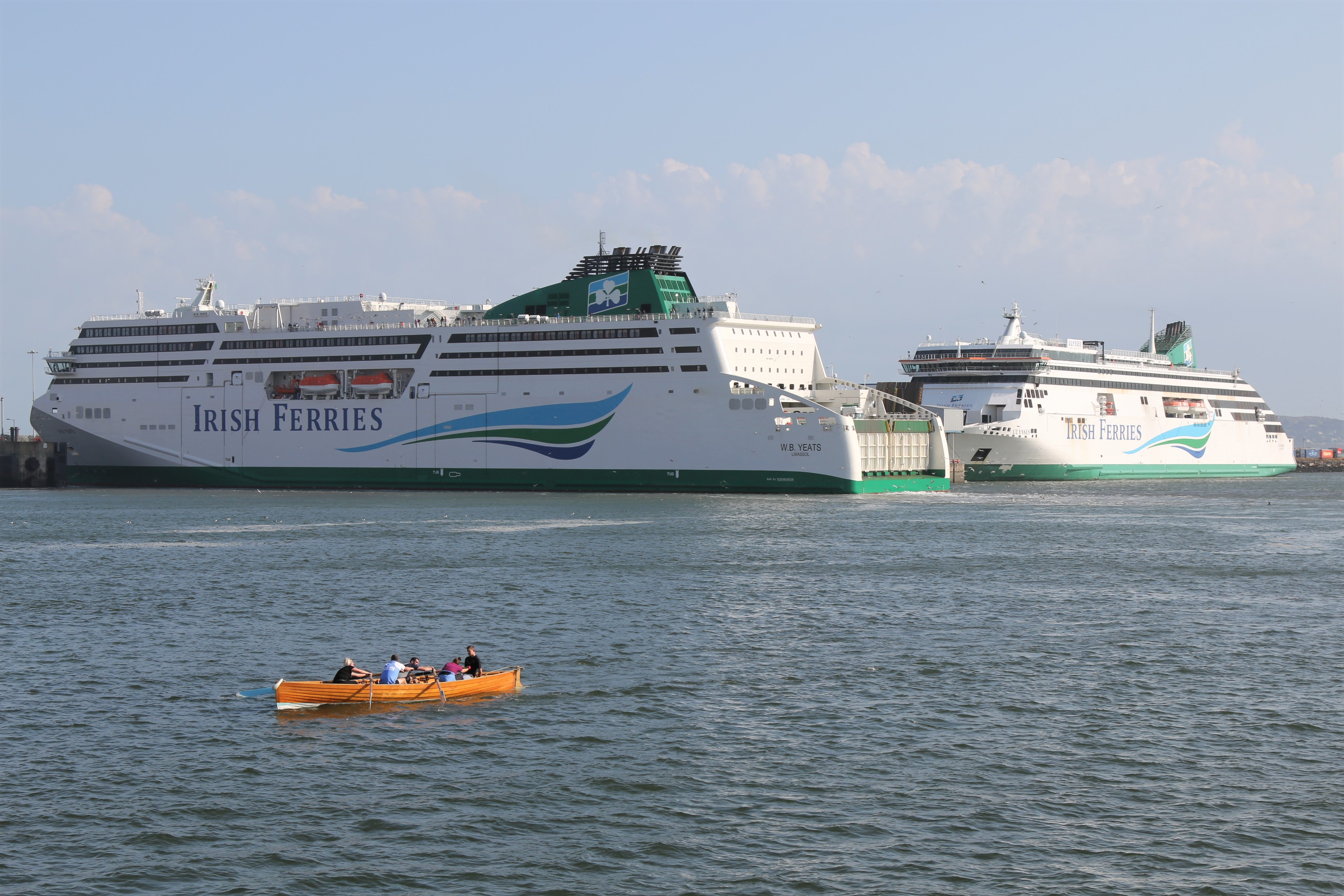
W.B. Yeats e Ulysses ormeggiati a Dublino nel 2019.

Nel marzo del 2019 viene trasferito nei collegamenti tra Dublino e Cherbourg in sostituzione dell'Epsilon.
Il 23 novembre 2024, durante la navigazione in condizioni meteo avverse, viene colpito da un'onda, che, all'impatto, distrugge alcuni vetri del ponte di comando, costringendo il traghetto a tornare a Dublino per le necessarie riparazioni. Il 3 dicembre successivo torna regolarmente in servizio.

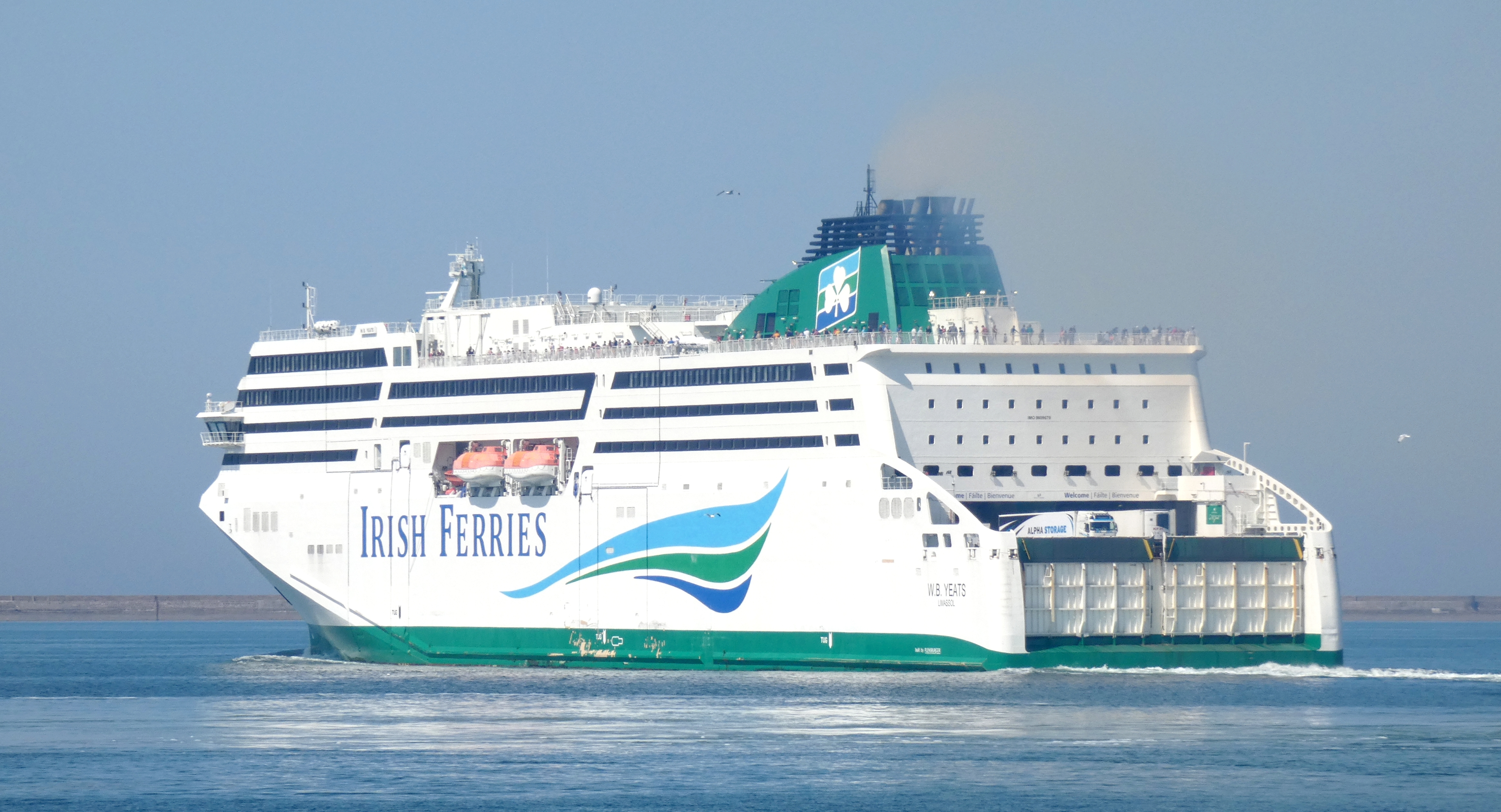
Il W.B. Yeats in partenza da Cherbourg nel 2023.

Dal 16 gennaio 2025 a fine marzo opera sulla Dublino-Holyhead. Successivamente, torna regolarmente in servizio sulla Dublino-Cherbourg, dove opera tutt'oggi.